# Nationaler Forschungsschwerpunkt Suchcat
Der Nationale Forschungsschwerpunkt (NFS) Suchcat: Sustainable Chemical Processes Through Catalysis (auch: National Centre of Competence in Research (NCCR) Suchcat: Sustainable Chemical Processes Through Catalysis / Pôle de Recherche National (PRN) Suchcat: Sustainable Chemical Processes Through Catalysis) ist ein schweizerisches, interuniversitäres Forschungsprogramm, welches sich mit neuartigen katalytischen Prozessen beschäftigt. Der Nationale Forschungsschwerpunkt Suchcat will die wissenschaftlichen und technologischen Grundlagen erarbeiten, um chemische Prozesse und Produkte, aber auch die chemische Industrie als Ganzes, nachhaltiger, ressourceneffizienter und CO2-neutral zu gestalten. Der NFS Suchcat soll so, mittels eines interdisziplinären Ansatzes, zur Entwicklung innovativer chemischer Wertschöpfungsketten beitragen. 
Der NFS Suchcat ist an der ETH Zürich und an der EPF Lausanne als Heiminstitution angesiedelt und wird von Professor Javier Pérez-Ramírez geleitet. Das nationale Netzwerk umfasst zahlreiche weitere Forschungsgruppen von anderen Hochschulen. Die Lancierung des NFS Suchcat wurde an einer Medienkonferenz am 16. Dezember 2019 von Bundesrat Guy Parmelin bekanntgegeben. Der Forschungsbeginn ist für das Jahr 2020 vorgesehen. Der NFS Suchcat wird durch den Schweizerischen Nationalfonds für eine erste Finanzierungsperiode (2020–2023) mit 17 Millionen Schweizer Franken unterstützt. Das Gesamtbudget für diesen Zeitraum beträgt insgesamt 31,9 Millionen Schweizer Franken.